# Adin Vrabac
Adin Vrabac (* 27. Januar 1994 in Sarajevo) ist ein bosnisch-herzegowinischer Basketballspieler. Er stand vom 26. Juni 2014 bis zum 1. Mai 2015 beim ehemaligen Bundesligisten TBB Trier unter Vertrag. Des Weiteren spielt er seit 2014 in der bosnisch-herzegowinischen Nationalmannschaft.

## Karriere
Adin Vrabac wurde 2013 aus dem Jugendteam der OKK Spars Sarajevo in die erste Mannschaft berufen. Dort bekam er durchschnittlich 26 Minuten Spielzeit, in denen er auf einen Schnitt von 10,7 Punkten, 3,1 Rebounds, 2,6 Assists und 1.03 Steals kam. Durch seine konstant guten Leistungen und seine Flexibilität auf den Positionen 1-3 wurde er 2014 in die Basketballnationalmannschaft Bosnien und Herzegowinas berufen. Außerdem wurde er am 26. Juni des gleichen Jahres in die BBL nach Trier gedraftet, wo er einen Vierjahresvertrag erhielt. In der BBL kam er durchschnittlich auf 19,6 Minuten, 6,3 Punkte, 2,3 Rebounds, 1,22 Assists und 0.28 Steals.

Sein Vierjahresvertrag musste jedoch schon am 1. Mai 2015 aufgelöst werden, da der Lizenz-Inhaber der TBB Trier die Treveri Basketball AG Insolvenz anmelden musste.
Adin Vrabac wurde für die Saison 2015–2016 von KK Partizan Belgrad verpflichtet.

## NBA
Adin Vrabac meldete sich seit 2013 jedes Jahr beim NBA-Draft an, wurde aber noch nicht berücksichtigt.